# Milaan-San Remo 1991
De wielerklassieker Milaan-San Remo 1991 werd gereden op zaterdag 23 maart 1991. De koers werd gewonnen door de Italiaan Claudio Chiappucci.

## Uitslag
| Rang | Naam                     | Land        | Ploeg                 | Tijd     |
| ---- | ------------------------ | ----------- | --------------------- | -------- |
| 1    | Claudio Chiappucci       | Italië      | Carrera Jeans         | 6u56'36" |
| 2    | Rolf Sørensen            | Denemarken  | Aristotea             | op 45"   |
| 3    | Eric Vanderaerden        | België      | Buckler-Colnago-Decca | op 57"   |
| 4    | Djamolidin Abdoezjaparov | Oezbekistan | Carrera Jeans         | z.t.     |
| 5    | Eddy Planckaert          | België      | Panasonic-Sportlife   | z.t.     |
| 6    | Gérard Rué               | Duitsland   | Helvetia-Commodore    | z.t.     |
| 7    | Phil Anderson            | Australië   | Motorola              | z.t.     |
| 8    | Uwe Raab                 | Duitsland   | PDM-Ultima-Concorde   | z.t.     |
| 9    | Johnny Weltz             | Denemarken  | ONCE                  | z.t.     |
| 10   | Andreas Kappes           | Duitsland   | Histor-Sigma          | z.t.     |

### Overige Belgen en Nederlanders
| Rang | Naam                | Land      | Ploeg                       | Tijd     |
| ---- | ------------------- | --------- | --------------------------- | -------- |
| 11   | Michel Zanoli       | Nederland | Tulip Computers-Koga Miyata | z.t.     |
| 13   | Edwig Van Hooydonck | België    | Buckler-Colnago-Decca       | z.t.     |
| 20   | Etienne De Wilde    | België    | Histor-Sigma                | z.t.     |
| 33   | Frans Maassen       | Nederland | Buckler-Colnago-Decca       | z.t.     |
| 34   | Michel Dernies      | België    | Weinmann                    | z.t.     |
| 48   | Bart Leysen         | België    | Lotto-Super Club-MBK        | z.t.     |
| 50   | Wilfried Peeters    | België    | Histor-Sigma                | z.t.     |
| 54   | Marc Sergeant       | België    | Panasonic-Sportlife         | z.t.     |
| 56   | Nico Verhoeven      | Nederland | PDM-Ultima-Concorde         | op 2'00" |
| 59   | Peter De Clercq     | België    | Lotto-Super Club-MBK        | op 3'14" |
| 71   | Ludo De Keulenaer   | België    | Buckler-Colnago-Decca       | op 4'41" |
| 73   | Jelle Nijdam        | Nederland | Buckler-Colnago-Decca       | op 7'41" |
| 74   | Adrie van der Poel  | Nederland | Tulip Computers-Koga Miyata | z.t.     |
| 75   | Marc van Orsouw     | Nederland | Panasonic-Sportlife         | z.t.     |
| 87   | Gerrit de Vries     | Nederland | Buckler-Colnago-Decca       | z.t.     |
| 89   | Maarten den Bakker  | Nederland | PDM-Ultima-Concorde         | z.t.     |
| 93   | Erik Breukink       | Nederland | PDM-Ultima-Concorde         | z.t.     |
| 104  | Jan Goessens        | België    | Weinmann                    | op 9'33" |
| 105  | Dirk Demol          | België    | Lotto-Super Club-MBK        | z.t.     |
| 108  | Johan Lammerts      | Nederland | Z                           | z.t.     |
| 112  | Peter Pieters       | Nederland | Tulip Computers-Koga Miyata | z.t.     |
| 113  | Rik Van Slycke      | België    | Lotto-Super Club-MBK        | z.t.     |
| 114  | Michel Vermote      | België    | R.M.O.                      | z.t.     |
| 117  | Gerrit Solleveld    | Nederland | Buckler-Colnago-Decca       | z.t.     |
| 123  | Claude Criquielion  | België    | Lotto-Super Club-MBK        | z.t.     |
| 125  | Johnny Dauwe        | België    | Tulip Computers-Koga Miyata | z.t.     |
| 127  | Peter Stevenhaagen  | Nederland | Helvetia-Commodore          | z.t.     |
| 130  | Luc Colyn           | België    | Histor-Sigma                | z.t.     |
| 136  | Patrick Deneut      | België    | Lotto-Super Club-MBK        | z.t.     |
| 137  | Tom Cordes          | Nederland | PDM-Ultima-Concorde         | z.t.     |
| 138  | John Talen          | Nederland | PDM-Ultima-Concorde         | z.t.     |

1907 · 1908 · 1909 · 1910 · 1911 · 1912 · 1913 · 1914 · 1915 · 1916 · 1917 · 1918 · 1919 · 1920 · 1921 · 1922 · 1923 · 1924 · 1925 · 1926 · 1927 · 1928 · 1929 · 1930 · 1931 · 1932 · 1933 · 1934 · 1935 · 1936 · 1937 · 1938 · 1939 · 1940 · 1941 · 1942 · 1943 · 1944 · 1945 · 1946 · 1947 · 1948 · 1949 · 1950 · 1951 · 1952 · 1953 · 1954 · 1955 · 1956 · 1957 · 1958 · 1959 · 1960 · 1961 · 1962 · 1963 · 1964 · 1965 · 1966 · 1967 · 1968 · 1969 · 1970 · 1971 · 1972 · 1973 · 1974 · 1975 · 1976 · 1977 · 1978 · 1979 · 1980 · 1981 · 1982 · 1983 · 1984 · 1985 · 1986 · 1987 · 1988 · 1989 · 1990 · 1991 · 1992 · 1993 · 1994 · 1995 · 1996 · 1997 · 1998 · 1999 · 2000 · 2001 · 2002 · 2003 · 2004 · 2005 · 2006 · 2007 · 2008 · 2009 · 2010 · 2011 · 2012 · 2013 · 2014 · 2015 · 2016 · 2017 · 2018 · 2019 · 2020 · 2021 · 2022 · 2023 · 2024 · 2025

Lijst van beklimmingen